# Boutti
Boutti (auch: Boudti, Bouti) ist ein Dorf in der Landgemeinde Goudoumaria in Niger.

## Geographie

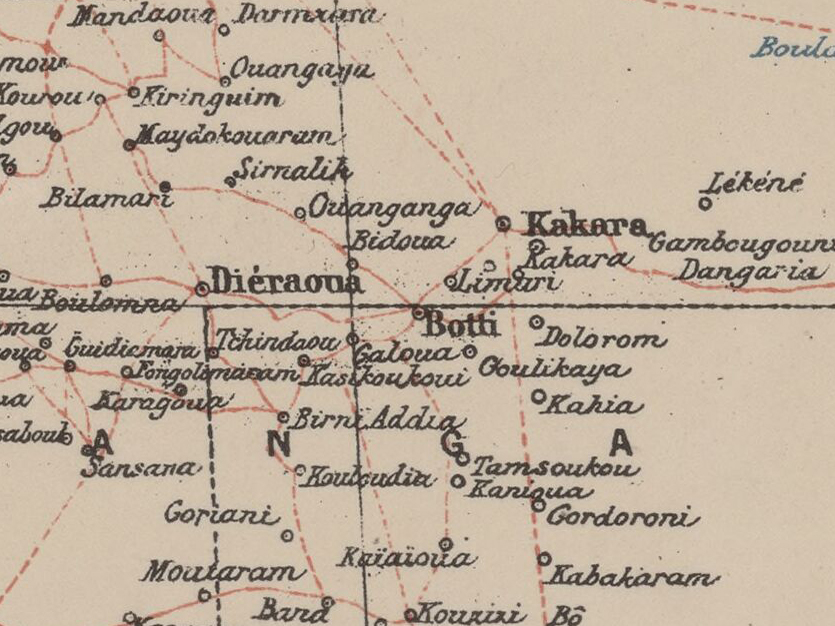
Ausschnitt einer Karte von 1903 mit Boutti (Botti) im Zentrum

Das Dorf liegt in der Landschaft Manga, rund 34 Kilometer nordöstlich des Hauptorts Goudoumaria der gleichnamigen Landgemeinde, die zum Departement Goudoumaria in der Region Diffa gehört. Die Staatsgrenze zum südlichen Nachbarstaat Nigeria ist etwa 67 Kilometer Luftlinie entfernt. Östlich von Boutti erhebt sich der 345 m hohe Hügel Kangel.

## Bevölkerung
Bei der Volkszählung 2012 hatte Boutti 5768 Einwohner, die in 1071 Haushalten lebten. Bei der Volkszählung 2001 betrug die Einwohnerzahl 3341 in 644 Haushalten und bei der Volkszählung 1988 belief sich die Einwohnerzahl auf 1998 in 485 Haushalten.

## Wirtschaft und Infrastruktur
Der Markt von Boutti wurde 1926 eingerichtet. Er besteht aus einem Viehmarkt im Westen und einem Landwirtschaftsmarkt im Osten des Dorfs. Der Markttag ist Sonntag. Von Boutti führt eine alte Route für den Karawanenhandel über Kossotori und Agadem nach Bilma im Norden.
In den Senken um Boutti werden Regenfeldbau und Viehzucht betrieben. Die Fulbe-Viehzüchter von Boutti, Foulatari und N’Guelbély wandern saisonal in der Trockenzeit mit ihren Herden in ein Gebiet nördlich von Gouré. Dorthin ziehen sie sich auch im Fall außergewöhnlicher Dürren oder bei einer Verschlechterung der Sicherheitslage zurück.
Die erste Grundschule wurde 1965 eröffnet. Drei weitere Schulen kamen Anfang des 21. Jahrhunderts hinzu. Seit 1982 befindet sich ein Gesundheitszentrum (Centre de santé intégré) im Dorf. Im Gemeindegebiet von Goudoumaria gibt es eine Reihe von Infrastruktureinrichtungen neben dem Hauptort Goudoumaria nur im Dorf Boutti: Straßenbeleuchtung, einen lokalen Bürgerhörfunk (radio communautaire) und die Stationierung einer Interventions- und Sicherheitseinheit der Streitkräfte Nigers. Außerdem gibt es eine veterinärmedizinische Station. Die Niederschlagsmessstation von Boutti wurde 1987 in Betrieb genommen.